# Ondavka (wieś)
Ondavka (rusiń. Ондавка, Ondawka; ukr. Ондавка, Ondawka) – wieś (obec) na Słowacji, w kraju preszowskim w powiecie Bardejów, w pobliżu granicy z Polską. Pierwsze wzmianki o miejscowości pochodzą z roku 1618.
Wieś się wyludnia – w 1991 roku zamieszkiwało ją 48 osób, natomiast 31 grudnia 2016 roku liczyła już tylko 15 mieszkańców, w tym 6 kobiet i 9 mężczyzn.
W 2001 roku rozkład populacji względem narodowości i przynależności etnicznej wyglądał następująco:
- Rusini – 48,65%
- Słowacy – 27,03%
- Ukraińcy – 24,32%

Dominującą religią był grekokatolicyzm, który wyznawało 75,68% populacji, 16,22% wyznawało zaś prawosławie.